# Greta Frostin
Anna Greta Sylvia Frostin, född Schröder den 24 april 1906 i Konga församling, Malmöhus län, död den 24 oktober 1992 i Lund, var en svensk författare. Hon var gift med Ernst Frostin och mor till Per Frostin. 
Greta Schröder, som var prästdotter, avlade studentexamen 1926 och bedrev studier vid Lunds universitet 1926–1928. Hon avlade fackskollärarinneexamen 1929. Efter att hon själv blivit prästfru var Greta Frostin medarbetare bland annat i Vår kyrka. Hon var även resetalare för Lunds stifts kvinnoråd.